# エスプランディアンの武勲
『エスプランディアンの武勲』（エスプランディアンのいさおし、Las Sergas de Esplandián）は、ガルシ・ロドリゲス・デ・モンタルボにより15世紀後半から16世紀初頭に書かれた小説。15世紀に人気があった小説である『アマディス・デ・ガウラ』の続編である。この中で女王カラフィアが統治するカリフォルニア島が描かれており、カリフォルニアという名の由来となった。

## 内容
エリサバッド親方によりギリシャ語で記された書物がコンスタンティノープルで発見された体をとっている。『アマディス・デ・ガウラ』で描かれたアマディスの息子であるエスプランディアンの功績を描いている。

## 歴史
『アマディス・デ・ガウラ』は3巻からなっているが、モンタルボが第4巻（完全にモンタルボの自作と考えられる）を加えた。この完成の後にモンタルボは続編である『エスプランディアンの武勲』を執筆した。『アマディス・デ・ガウラ』は先行する作者不詳の原典を改編・改訂したものであったが、『エスプランディアンの武勲』はモンタルボの独創により書かれたものである。
現存する最古の版は、1510年7月にセビリアで出版されたものである。それより前の版は、1496年にはセビリアで出版されたと考えられている。Ruth Putnamはモンタルボがこの小説を完成させたのは1492年以降であるが、イサベル女王が亡くなる1504年前だったと主張している。モンタルボは1505年に死去したと考えられており、作品のいくつかは死後に出版された。

## 評価
ミゲル・デ・セルバンテスは、『ドン・キホーテ』の第6章において、『アマディス・デ・ガウラ』をスペインで印刷された最初の騎士道本にしてこの分野の最高傑作であり騎士の模範として仰ぐべきだと評価し火に投げ込まれるのを防いでいるのに対し、『エスプランディアンの武勲』は焚きつけに使っており一蹴している。

## カリフォルニア
スペイン帝国が新世界の探検を始めたころ、騎士道小説が人気となった。このような小説は真実、伝説、フィクションが混在していたが、それぞれの側面がどれに該当するかは明確ではなかった。探検家たちはこれらの小説をインスピレーションの源として用い、小説の著者は新たな探検の報告を物語を飾るために用いた。
『エスプランディアンの武勲』はカリフォルニアという架空の島を描いている。この島は黒人女性のみ生活し、女王カラフィアが統治し、インド諸島の東に位置する。エルナン・コルテスの指揮下にあるスペインの探検家は、西メキシコの沖合にアマゾーンの女性が統治すると噂の島があることを知り、カリフォルニアと名付けた。太平洋（当時は南太平洋(South Sea)と呼ばれていた）は、実際よりもずっと小さいと考えられていたため、モンタルボの小説で描写されているように、カリフォルニア島はインド諸島の東にあると考えられた。島が半島であることが判明するころには、カリフォルニアという名前はすでに採用されており、この「島」は最終的にバハ・カリフォルニア半島として知られるようになった。
本小説は1862年に注目され、Edward Everett Haleが本小説がカリフォルニアという名前の由来であると結論付けた。

## 日本語訳
- 『エスプランディアンの武勲 ―続 アマディス・デ・ガウラ』岩根圀和訳 彩流社 2020年

## ビブリオグラフィ
- Polk, Dora Beale (1995). The Island of California: A History of the Myth. Lincoln, Nebraska: University of Nebraska Press. ISBN 0803287410